# Harry Scheuenstuhl

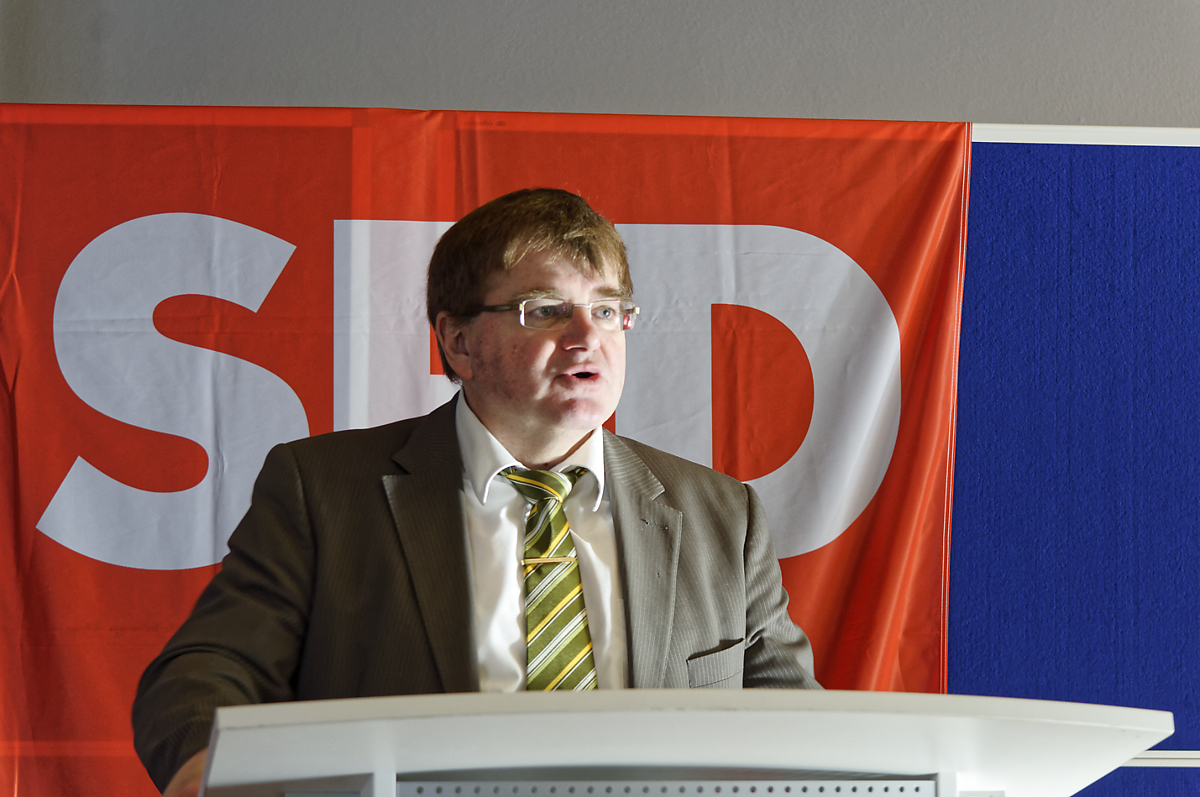
Harry Scheuenstuhl (2017)

Harry Scheuenstuhl (* 3. Dezember 1961 in Wilhermsdorf) ist ein deutscher Politiker der SPD. Er gehörte von 2013 bis 2018 und gehört erneut seit 2023 dem Bayerischen Landtag an.

## Lebenslauf
Scheuenstuhl besuchte die Grund- und Hauptschule in Wilhermsdorf, später die Realschule und die Fachoberschule in Fürth. An der Real- und der Fachoberschule fungierte er dabei als Schülersprecher, später auch als Studentenvertreter an der Fachhochschule Nürnberg. Diese verließ er mit dem Abschluss als Diplom-Ingenieur für Technische Chemie sowie der bestandenen Staatsprüfung zum Umweltschutzingenieur. Es folgte eine zweijährige Weiterbildung zur Fachkraft für den gehobenen bautechnischen und umweltfachlichen Verwaltungsdienst beim Freistaat Bayern. In dieser Zeit war er in der Landesgewerbeanstalt in Nürnberg, dem Wasserwirtschaftsamt in Ansbach, der Regierung von Mittelfranken, dem Gewerbeaufsichtsamt in Nürnberg sowie dem Landesamt für Umweltschutz in München tätig. 1989 legte er seine Staatsprüfung erfolgreich ab, er arbeitete beim Landratsamt in Ansbach.

## Politik
Scheuenstuhl war Vorsitzender zunächst der Jungsozialisten, später der SPD in seiner Heimatgemeinde Wilhermsdorf. Dort zog er 1990 in den Gemeinderat ein, ehe er 1996 Bürgermeister der Marktgemeinde wurde. In diesem Amt wurde er 2002 und 2008 bestätigt. Von 2011 bis 2022 war er Kreisvorsitzender der SPD im Landkreis Fürth, im Jahr darauf wurde er deren Fraktionssprecher im Kreistag, dem er von 1996 bis 2014 angehörte. Bei der Landtagswahl 2013 kandidierte er im Stimmkreis Neustadt an der Aisch-Bad Windsheim, Fürth-Land für das Direktmandat und zog letztlich über die Wahlkreisliste in den Landtag ein. Eine direkte Wiederwahl bei der Landtagswahl 2018 verpasste er knapp, dafür gelang ihm bei der Landtagswahl 2023 der erneute Einzug ins bayerische Parlament über die Wahlkreisliste. Dabei konnte Scheuenstuhl, der ursprünglich auf dem Platz 7 der mittelfränkischen SPD-Liste gereiht war, durch ein sehr gutes persönliches Stimmenergebnis überraschend bis auf Listenplatz 3 und damit in den Landtag vorrücken.
Bei der Bundestagswahl 2021 kandidierte er als Direktkandidat für den Bundestagswahlkreis Ansbach und wurde mit 17,7 Prozent auf Platz zwei gewählt. Den Einzug in den Bundestag über die Landesliste verfehlte er.
Bei der Landtagswahl 2023 erhielt er über die Wahlkreisliste Mittelfranken ein Landtagsmandat.

## Persönliches
Scheuenstuhl ist einer von vier Söhnen eines Kfz-Meisters und einer Einzelhandelskauffrau. Er ist mit einer Chefärztin verheiratet und Vater dreier erwachsener Kinder.